# Lijst van voetbalinterlands Bosnië en Herzegovina - Schotland (vrouwen)
Deze lijst van voetbalinterlands is een overzicht van alle officiële voetbalinterlands tussen de nationale vrouwenteams van Bosnië en Herzegovina en Schotland. De landen hebben tot nu toe twee keer tegen elkaar gespeeld.

## Wedstrijden
| № | Plaats     | Datum             | Competitie           | Wedstrijd                         | Uitslag |
| - | ---------- | ----------------- | -------------------- | --------------------------------- | ------- |
| 1 | Motherwell | 26 september 2013 | WK 2015 kwalificatie | Schotland − Bosnië en Herzegovina | 7 − 0   |
| 2 | Zenica     | 10 april 2014     | WK 2015 kwalificatie | Bosnië en Herzegovina − Schotland | 1 − 3   |

## Samenvatting
| Competitie      | Totaal gespeeld | Winst Bosnië en Herzegovina | Gelijk | Winst Schotland | Doelsaldo Bosnië en Herzegovina – Schotland |
| --------------- | --------------- | --------------------------- | ------ | --------------- | ------------------------------------------- |
| WK-kwalificatie | 2               | 0                           | 0      | 2               | 1 − 10                                      |
| Totaal          | 2               | 0                           | 0      | 2               | 1 − 10                                      |